# الفروع الجلدية الأمامية للعصب الفخذي
الفروع الجلدية الأمامية للعصب الفخذي (بالإنجليزية: Anterior cutaneous branches of the femoral nerve)‏ هو عصب يتَفرعُ من العصب الفخذي.